# Obelisco Flamínio

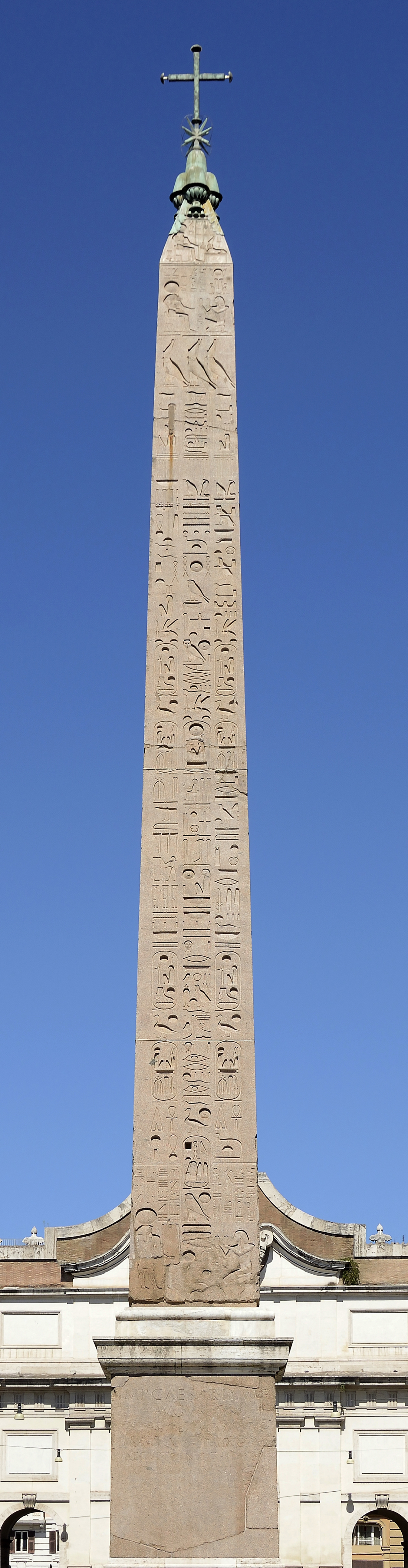
Obelisco Flaminio

O Obelisco Flamínio é um dos treze obeliscos egípcios antigos em Roma, localizado na Piazza del Popolo. Com 24 m de altura, sua altura chega a 36,50 m contando com a base e a cruz no topo.

## História
Ele foi construído durante o reinado dos faraós Ramessés II e Merneptá (século XIII a.C.) e erigido no Templo do Sol em Heliópolis. Em 10 a.C. foi levado para Roma por ordem do imperador Augusto, juntamente com o Obelisco de Montecitório, e colocado na spina do Circo Máximo. Três séculos depois, se juntaria a ele o Obelisco Laterano.
Depois de desabar ou ser derrubado depois da queda do Império Romano do Ocidente, o obelisco foi descoberto em 1587 quebrado em três pedaços. Depois de ser restaurado, foi erigido na Piazza del Popolo por Domenico Fontana, em 1589, por ordem do papa Sisto V. Em 1823, Giuseppe Valadier decorou-o com uma base com quatro bacias circulares e estátuas de leões imitando o estilo egípcio.